# Josef Holm
Josef Holm (i riksdagen kallad Holm i Viggeby), född 17 april 1817 i Närtuna församling, Stockholms län, död 26 augusti 1870 i Orkesta församling, Stockholms län, var en svensk lantbrukare och politiker.
Holm företrädde bondeståndet i Långhundra, Seminghundra, Ärlinghundra och Vallentuna härader vid ståndsriksdagarna 1847/48–1865/66. Han intog plats i ståndet första gången den 5 februari 1848 då han efterträdde den avlidne ledamoten Johan Olsson i Husby.